# Công ty offshore
Công ty offshore (công ty bình phong tại nước ngoài), công ty ngoại cảnh hay công ty ngoại biên, là công ty được đăng ký ở những vùng lãnh thổ mà ở đó họ có được mức ưu đãi miễn thuế hoàn toàn nếu công ty hoạt động với những khoản lợi nhuận phát sinh ngoài lãnh thổ đó. Những lãnh thổ này được goi dưới những cái tên như thiên đường thuế hay ốc đảo thuế (tax havens). Nó được thành lập ra không chỉ để kinh doanh trực tiếp (thương mại xuất nhập khẩu 3-4 bên) mà còn dùng để thực hiện các mục đích như đầu tư vào một công ty ở nước nào đó, hay chỉ là một pháp nhân được bảo hộ bởi quốc gia nó đăng ký thành lập để cất giữ tài sản., ngoài ra còn có thể dùng để sở hữu bất động sản ở nước ngoài, mua chứng khoán...
Có cả hàng trăm vùng lãnh thổ, quốc gia là nơi ẩn thuế, ở châu Âu như Thụy Sĩ, Jersey, Isle of Man; ở châu Mỹ như Bahamas, Bermuda, quần đảo Cayman, Panama, quần đảo British Virgin Islands (BVI), Delaware (Hoa Kỳ)… Ở châu Á, Hongkong và Singapore với sự thông thoáng trong quy định thành lập doanh nghiệp và các sắc thuế cũng được coi là một nơi ẩn thuế..

## Đặc điểm của các công ty offshore
Mặc dù các công ty offshore khác nhau về một mức độ nào đó phụ thuộc vào luật lệ công ty trong phạm vi quản lý có liên quan, tất cả các công ty offshore có những đặc điểm cốt lõi chung: 
- Chúng nhìn chung không phải chịu thuế nơi thực sự hoạt động.
- Chế độ của công ty được thiết kế để thúc đẩy tính linh hoạt kinh doanh.
- Quy chế hoạt động của công ty thường nhẹ hơn ở một nước phát triển.[3]

## Các giấy tờ cần thiết để thành lập công ty Offshore:
Các tài liệu cần thiết để thành lập công ty nước ngoài ở mỗi khu vực tài phán có thể khác nhau. Tuy nhiên, thông tin chính sẽ bao gồm:
- Địa chỉ chứng minh của các cổ đông và thành viên chủ chốt
- Tên công ty
- Các hoạt động kinh doanh chính
- Các tài liệu hỗ trợ khác (nếu cần)
- Bản sao công chứng hộ chiếu.
- Bản sao có chứng thực bằng chứng cư trú.
- Bản mô tả chi tiết các hoạt động của công ty.